# Stenomesson gasteroides
Stenomesson gasteroides är en amaryllisväxtart som beskrevs av Pierfelice Ravenna. Stenomesson gasteroides ingår i släktet Stenomesson och familjen amaryllisväxter. Inga underarter finns listade i Catalogue of Life.